# وافرانس سور لا
وافرانس سور لا (بالفرنسية: Wavrans-sur-l'Aa)‏ هي بلدية تقع في إقليم باد كاليه من منطقة نور با دو كاليه في شمال فرنسا. تبلغ مساحة هذه المدينة 11.48 (كم²)، وترتفع عن سطح البحر 73 م، يبلغ عدد سكانها 1329 نسمة حسب إحصاء المعهد الوطني للإحصاء والدراسات الاقتصادية سنة 2009 م. وترأس Josse Heumez البلدية خلال فترة (2001-2008).

## أعلام
- جان كلود لوروا